# Ornamentslangen
Ornamentslangen (Denisonia) zijn een geslacht van slangen uit de familie koraalslangachtigen (Elapidae) en de onderfamilie Elapinae.

## Naam en indeling
De wetenschappelijke naam van de groep werd voor het eerst voorgesteld door Gerard Krefft in 1869. Er zijn twee soorten die eerder aan het geslacht Hoplocephalus werden toegekend.

## Uiterlijke kenmerken
De slangen bereiken een lichaamslengte van ongeveer 40 tot bijna 60 centimeter. De kop is goed te onderscheiden van het lichaam door de aanwezigheid van een duidelijke insnoering. De ogen hebben een lichte iris en een elliptische pupil. De slangen hebben zeventien rijen schubben in de lengte op het midden van het lichaam, de schubben hebben een glad oppervlak.

## Levenswijze
Ornamentslangen zijn 's nachts actief en schuilen overdag in de strooisellaag of in scheuren in de bodem. Op het menu staan vrijwel uitsluitend kikkers, soms worden hagedissen buitgemaakt. Bij verstoring wordt het lichaam opgerold en wordt de kop tussen de lussen gehouden. De dieren kunnen echter zeer snel toeslaan en zullen proberen te bijten als ze worden aangevallen. Beide soorten zijn giftig en moeten worden beschouwd als mogelijk gevaarlijk voor mensen.

## Verspreiding en habitat
De slangen komen endemisch voor in delen van Australië en leven in de deelstaten New South Wales, Queensland en Victoria. De habitat bestaat uit droge savannen, scrublands, tropische en subtropische graslanden en draslanden.

## Beschermingsstatus
Door de internationale natuurbeschermingsorganisatie IUCN is aan beide soorten een beschermingsstatus toegewezen. Een soort wordt beschouwd als 'veilig' (Least Concern of LC) en een soort als 'onzeker' (Data Deficient of DD).

## Soorten
Het geslacht omvat de volgende soorten, met de auteur en het verspreidingsgebied.
| Naam               | Auteur                | Verspreidingsgebied                               | Beschermingsstatus |
| ------------------ | --------------------- | ------------------------------------------------- | ------------------ |
| Denisonia devisi   | Waite & Longman, 1920 | Australië (New South Wales, Queensland, Victoria) |                    |
| Denisonia maculata | Steindachner, 1867    | Australië (Queensland)                            |                    |